# Scomberomorus regalis
Scomberomorus regalis  (Bloch, 1793), detto anche come sgombro reale, è un pesce predatore che può arrivare ad una lunghezza massima di 1,8 metri. È un esemplare tipo del genere Scomberomorus. Vive cacciando prede in piccoli branchi o solitarie, al largo delle scogliere, come sardine, atherinopsidae, aringoformi, cefalopodi e crostacei. 

## Caratteristiche
Generalmente si tratta di pesci lunghi circa 80 cm, con un aspetto slanciato siluriforme. Il suo colore di fondo è argenteo. Sui lati del corpo si vedono piccole punte scure. Lungo la linea laterale mostra tratti e punti gialli. La pinna caudale, a forma di falce, e il primo terzo delle pinne dorsali è scuro. La linea laterale nella prima metà del corpo corre al di sopra della linea mediana laterale del corpo e si dirige poco prima della seconda pinna dorsale al di sotto della linea mediana laterale, compiendo una curva improvvisa. La prima pinna dorsale è sostenuta da aculei in numero da 16 a 18 (nella maggior parte dei casi 17), mentre la seconda è sostenuta da 16 a 19 raggi di pinna e seguita da 7 a 9 pinnette.
La pinna anale si trova in posizione simmetrica di fronte a quella dorsale ed è costituita da 15 a 20 raggi (per la maggior parte, da 18 a 19), seguita da 7 a 10 (normalmente 8) pinnette. Le pinne pettorali sono squamate e sostenute da 20 a 24 (prevalentemente da 21 a 22) raggi. Lo sgombro reale dispone da 47 a 48 vertebre, di cui da 28 a 29 caudali (vertebre dietro l'ano). Esso è privo di vescica natatoria.

## Diffusione
Lo sgombro reale vive in acque tropicali e subtropicali nella parte occidentale dell'Oceano Atlantico, dalle coste del Massachusetts fino al Brasile e nei Caraibi. Si trova molto frequentemente in acque chiare intorno alle barriere coralline.

## Riproduzione
Intorno a Porto Rico lo sgombro reale si riproduce lungo tutto l'anno, a sud dell'isola di Giamaica solo da aprile a ottobre. A seconda delle dimensioni della femmina, questa depone un numero di uova da 160.000 a 2,23 milioni.

## Utilizzo
La carne dello sgombro reale è considerata un buon cibo e viene pescato con reti o all'amo.

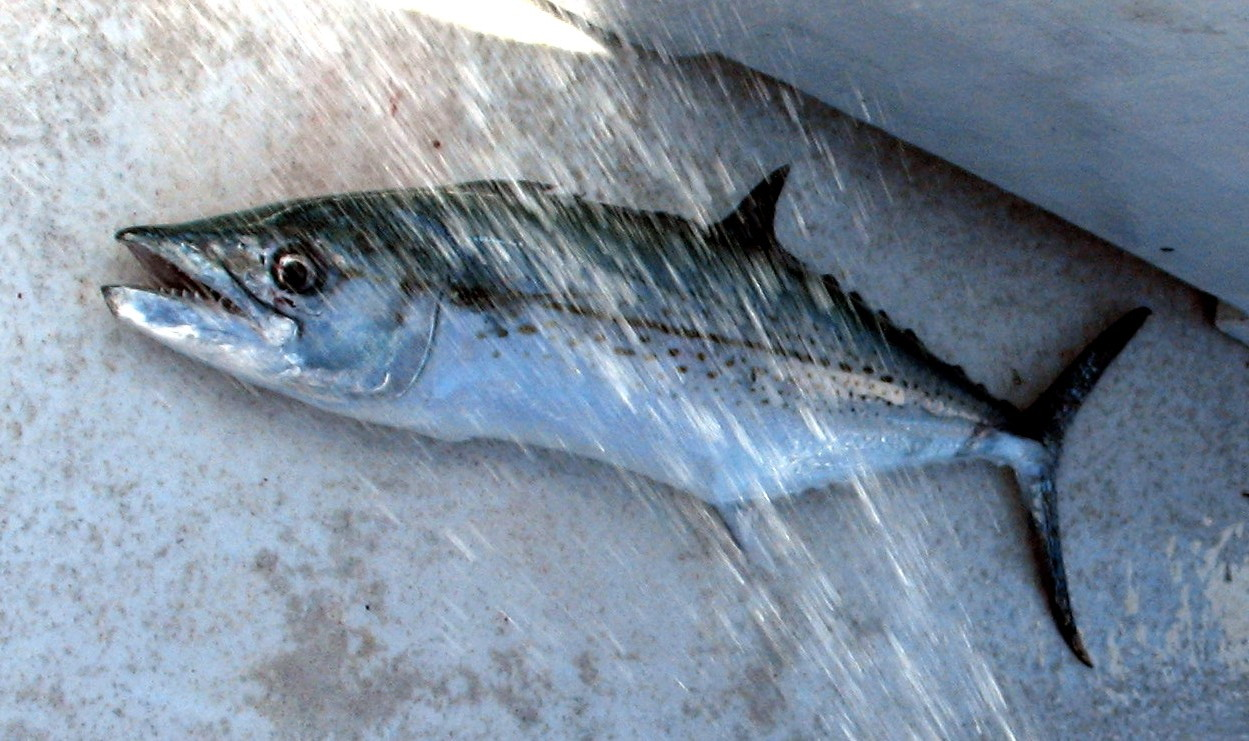
Un esemplare catturato